# Tężnie w Inowrocławiu

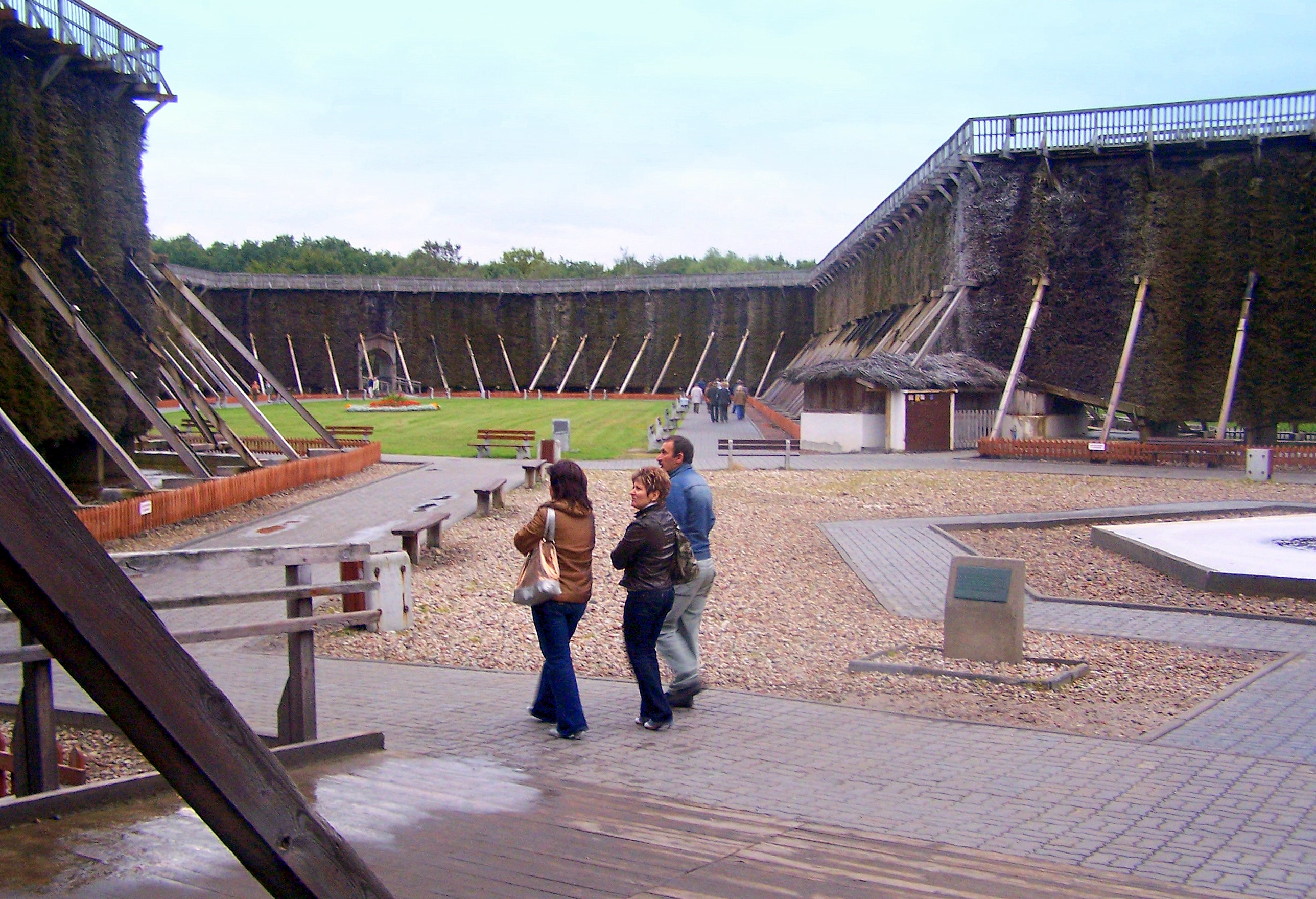
Tężnie w Inowrocławiu, wrzesień 2008

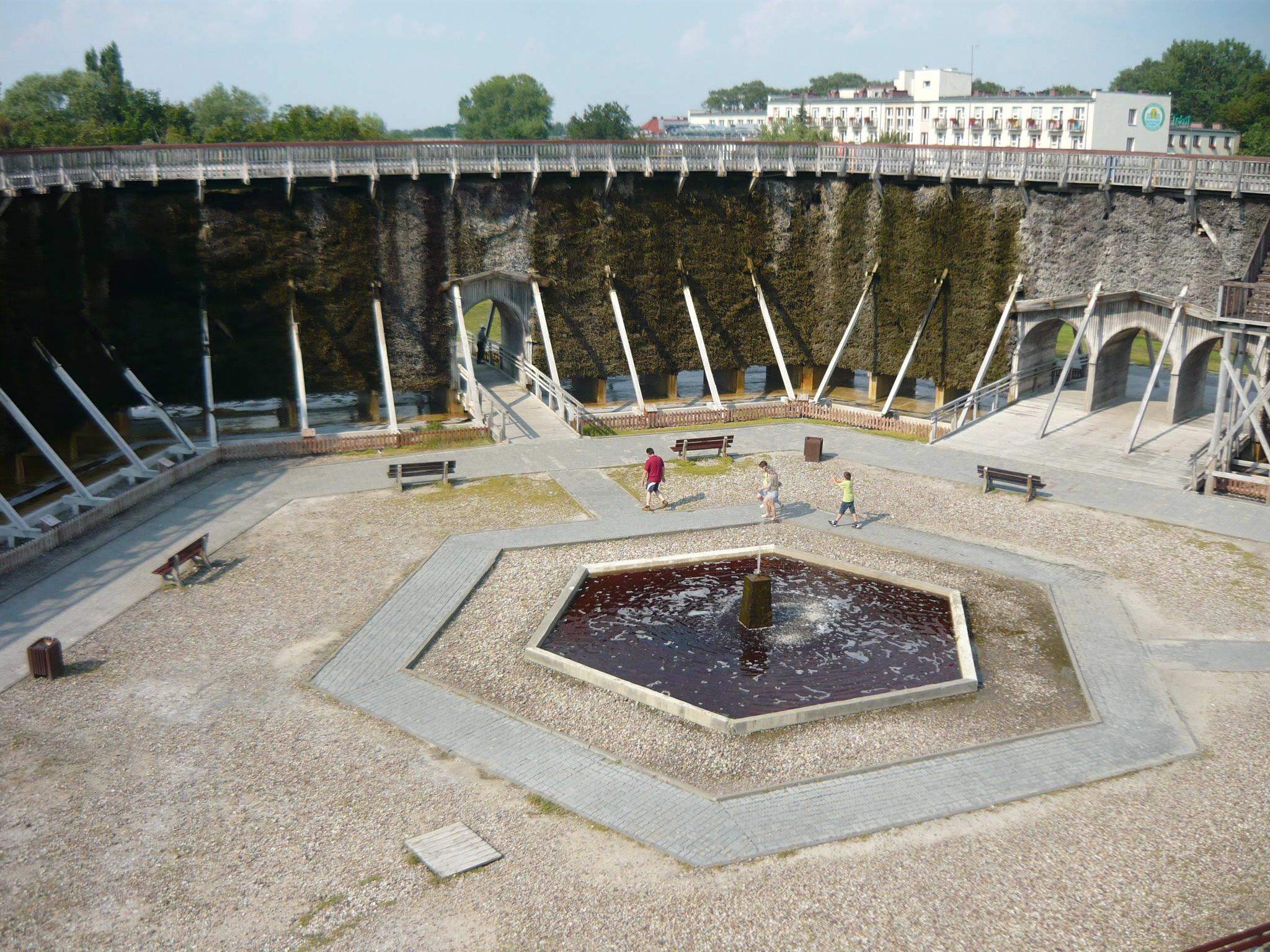
Tężnie z zewnątrz, lipiec 2012

Tężnia uzdrowiskowa – usytuowana w Parku Solankowym w Inowrocławiu, w województwie kujawsko-pomorskim, otwarta w drugiej połowie XX wieku. 

## Historia
Tężnia uzdrowiskowa w Inowrocławiu została ostatecznie otwarta w 2001 roku po pracach trwających od 1994 roku, choć propozycja jej budowy padła już w 1984. Ma ona kształt dwóch połączonych ze sobą wieloboków o obwodzie 322 metrów i wysokości 9 metrów. Na szczycie, podobnie jak w Ciechocinku, znajduje się taras widokowy, z którego można podziwiać panoramę miasta i Parku Solankowego.
W kwietniu 2020 rozpoczęto remont obiektu, w ramach którego przebudowano konstrukcję, wykonano nowa nawierzchnię tarasu widokowego i wymieniono tarninę na wszystkich 83 przęsłach.
Pompowana na szczyt tężni solanka spływa po tarninie, którą wyłożone są jej ściany i pod wpływem wiatru i słońca powstaje naturalny solankowy aerozol. Zasięg oddziaływania tężni szacowany jest na 300 metrów, a zalecane jest przebywanie w odległości minimalnej od tężni (około 30 m) nie dłużej niż 15-30 minut.
Przebywanie w pobliżu tężni pomaga osobom chorym na nadciśnienie tętnicze, choroby układu oddechowego, stany ogólnego wyczerpania. Wskazane jest również dla osób zdrowych, gdyż wzmacnia odporność i zabezpiecza przed chorobami.
Już w okresie rzymskim (II-IV wiek) na terenie obecnego Inowrocławia zastosowano nieznane w innych ośrodkach solowarskich w Europie budowle przypominające współczesne tężnie, które na nowo „wymyślono" dopiero w XIX w. Po analizie badań prowadzonych przez ostatnie kilkanaście lat przez zespół archeologów z Uniwersytetu Adama Mickiewicza w Poznaniu stwierdzono, że odkryte przez naukowców pozostałości są bez wątpienia najstarszymi tężniami solankowymi w Europie, a być może nawet na świecie.